# Le Lombard

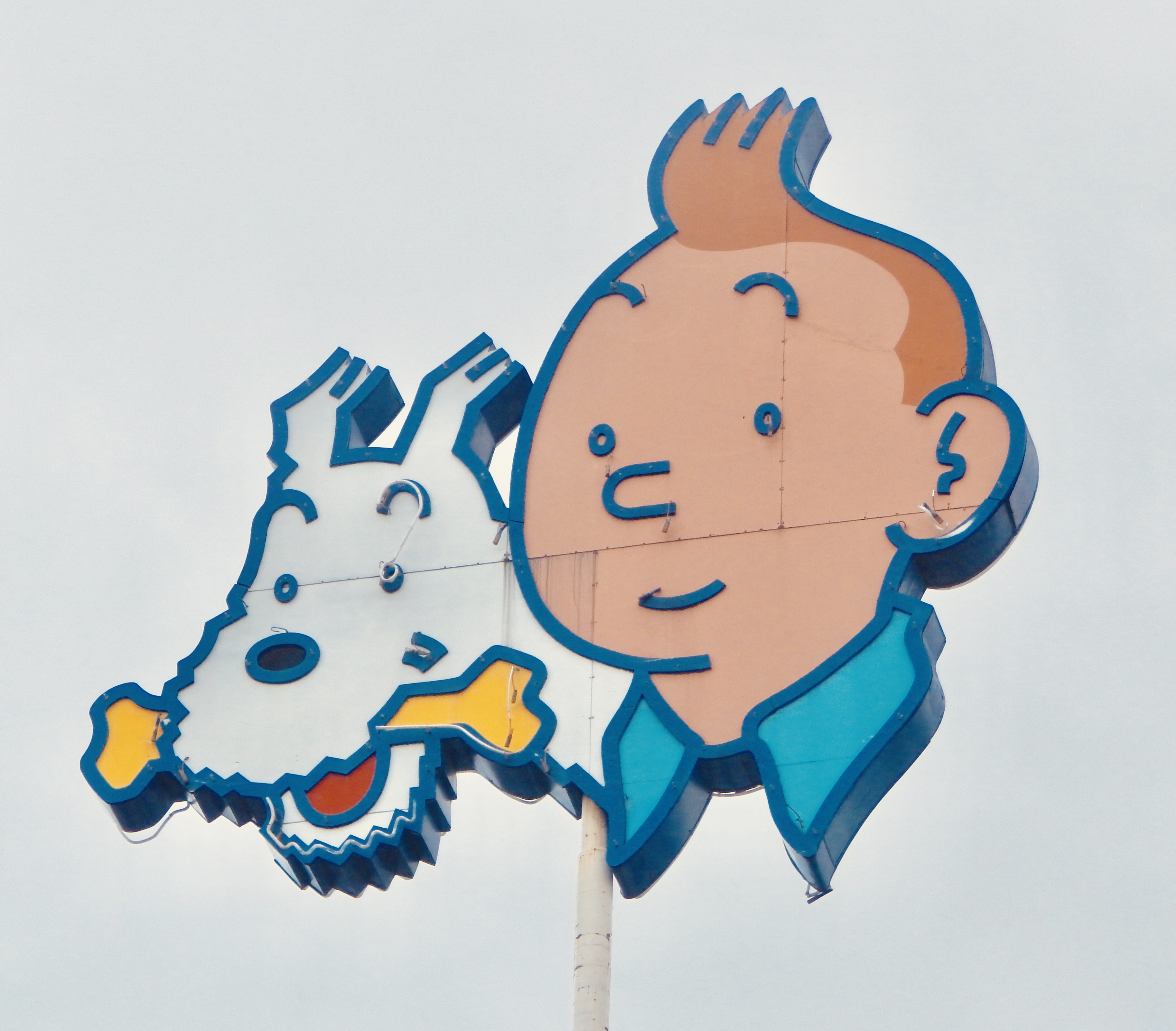
Tidningen Tintin gavs ut av förlaget Le Lombard, som än idag har Tintin och Milou på redaktionsbyggnadens tak.

Le Lombard är ett belgiskt serieförlag. Man grundades 1946, som utgivare av den nya franskspråkiga serietidningen Tintin. Sedan 1986 ägs man av mediekoncernen Média-Participations, numera tillsammans med ett antal andra tidigare självständiga bok- och serieförlag. Bland övriga systerbolag i koncernen finns Fleurus (sedan 1986), Dargaud (sedan 1988) och Dupuis (sedan 2004).
Förlaget har förutom tidningen under åren även stått för en stor utgivning av seriealbum, i första hand av serier som haft premiär i Tintin. Det inkluderar titlar som Blake et Mortimer, Ric Hochet, Buddy Longway, Chlorophylle, Clifton, Cubitus, Léonard, Thorgal och Yakari. Den årliga utgivningen motsara cirka 100 albumtitlar. Tidningen titelserie (Tintins äventyr) har dock alltid givits ut på franska av det äldre bolaget Casterman.
Utgivningen av tidningen Tintin avslutades upphörde 1988/1989. Därefter gavs den snarlika tidningen Hello Bédé ut fram till 1993. Sedan dess är Le Lombard endast en bokutgivare.
Sedan 2015 deltar förlaget, tillsammans med tolv andra europeiska serieutgivare, i samarbetsprojektet Europe Comics. Detta är ett digitalt initiativ för att sprida kunskap om den europeiska serietraditionen för en engelskspråkig publik.